# Лаишевка (Ульяновский район)
Лаишевка — посёлок станции в Тимирязевском сельском поселении Ульяновского района, Ульяновская область.

## География
Находится в левобережной части долины реки Свияга примерно в 4 км к юго-западу от районного центра Ишеевка и в 5 км к северо-западу от села Лаишевка.

## История
Посёлок существует с 1942, возник в связи со строительством железной дороги — Волжская рокада.
Входил в состав Новоуренской сельской администрации, с 29 мая 2005 года — в составе Тимирязевского сельского поселения.

## Население
В 1996 году население составляло 514 человек (преимущественно русские), в 2011 году — 484 чел. В 2002 году чуваши составляли 56 % населения.

## Инфраструктура
В посёлке пять улиц: ул. Дачная, ул. Железнодорожная, ул. Пристанционная, ул. Производственная, ул. Центральная. Функционирует начальная школа.
Работают организации:
- ООО «Ремстройкомплект» (строительство жилых и нежилых зданий),
- ООО «Союз-а» (строительство жилых и нежилых зданий, оптовая и розничная торговля),
- ООО «Акваресурссервис» (производство санитарно-технических работ, монтаж отопительных систем и систем кондиционирования воздуха),
- ООО «Зевс» (торговля оптовая шкурами и кожей, производство санитарно-технических работ, монтаж отопительных систем и систем кондиционирования воздуха),
- ООО «Дарий» (торговля оптовая шкурами и кожей, производство санитарно-технических работ, монтаж отопительных систем и систем кондиционирования воздуха),
- ООО «Полипласт-Ул» (торговля оптовая прочими строительными материалами и изделиями).

Автобусное сообщение:
- Казань — Ульяновск (по остановке Лаишевский ж/д переезд, в 1 км от центра посёлка) — до 12 рейсов в сутки[7],
- Новый Урень — Ульяновск, вещевой рынок (по остановке станция Лаишевка, на дороге А151) — маршрутное такси № 139,
- Цильна, мечеть — Ульяновск, парк Победы (по остановке станция Лаишевка, на дороге А151) — маршрутное такси № 141[8].

### Разъезд Лаишевка
Пассажирское (в том числе пригородное) сообщение по разъезду не осуществляется.